# Xhevat Ademi
Xhevat Ademi (mac. Џеват Адеми; ur. 8 grudnia 1962 we wsi Golema Reczica) – północnomacedoński polityk i dziennikarz pochodzenia albańskiego, w latach 2016–2020 deputowany do Zgromadzenia Republiki Macedonii Północnej z ramienia Demokratycznego Związku na rzecz Integracji.